# Салила, Йохан
Йохан Густаф Салила (фин. Johan Gustaf Salila, 28 июля 1884 — 12 августа 1932) — финский борец, чемпион мира.

## Биография
Родился в 1884 году в Холлоле. В 1912 году принял участие в Олимпийских играх в Стокгольме в состязаниях по греко-римской борьбе, но неудачно.
После Первой мировой войны, выступая уже за независимую Финляндию, в 1920 году принял участие в Олимпийских играх в Антверпене в состязаниях по вольной борьбе, где занял 5-е место. В 1921 году стал чемпионом мира. В 1924 году принял участие в Олимпийских играх в Париже в состязаниях по греко-римской борьбе, где занял 9-е место.